# تيغسالين
تيغسالين هي قرية مغربية بإقليم خنيفرة بولاية بني ملال وسط البلاد. تقع القرية على بعد 20 كلم جنوبي خنيفرة على الطريق الوطنية رقم 8. وبلغ عدد سكان القرية 14076 (حسب إحصائيات 2004).
alex مر من هنا